# Nyborg község
Nyborg község (dánul: Nyborg  Kommune) Dánia 98 községének (kommune, helyi önkormányzattal rendelkező közigazgatási egység) egyike. A Syddanmark régióban található. Nyborg község Kerteminde, Faaborg-Midtfyn és Svendborg községekkel határos. Lakosainak száma 31 886 fő (2016).